# Jean Déré
Jean Déré (* 23. Juni 1886 in Niort; † 6. Dezember 1970 in Mayenne) war ein französischer Musikpädagoge und Komponist.
Déré wurde durch seinen Vater, der Organist und Chorleiter in Niort war, in die klassische Musik eingeführt und trat bereits im Alter von sechs Jahren öffentlich auf. Ab 1897 studierte er am Conservatoire de Paris, wo er Schüler von Louis Diémer, Albert Lavignac, Georges Caussade, Charles Lenepveu, Jules Massenet und Charles Marie Widor war.
In der Zeit des Ersten Weltkrieges entstanden seine erste Kompositionen, darunter eine sinfonische Dichtung und eine Oper. Daneben unterrichtete er in dieser Zeit in Niort und vertrat zeitweise Widor als Organist an der Kirche Saint-Sulpice, wo er auch mehrfach mit Albert Schweitzer zusammentraf.
Da der Wettbewerb und den Prix de Rome während des Krieges ausgesetzt war, hatte Déré bei seiner Teilnahme 1919 bereits deutlich das in den Regeln festgelegte Höchstalter von dreißig Jahren überschritten. Er gewann mit der Kantate Le Poéte et la Fée den Zweiten Second Grand Prix.
Danach unterrichtete er am Conservatoire de Paris zunächst Kontrapunkt, bevor er hier von 1937 bis 1956 als Professor für Solfège und Harmonielehre wirkte. Mit Daniel Inghelbrecht, Élisabeth Brasseur und Igor Strawinsky arbeitete Dédé auch für den Rundfunk. Er blieb stets als Komponist aktiv und komponierte neben Orchester- und Chorwerken und Kammermusik zahlreiche kirchenmusikalische Werke.

## Werke
- Sonate für Klavier und Violine
- Trio für Klavier, Violine und Violoncello
- Poème de la mer, sinfonische Dichtung in drei Teilen
- Au seuil des arènes, Oper in drei Akten
- Esquisses sketches, zehn Stücke für Orchester
- Krishna, sinfonische Dichtung
- Trois Esquisses für Klavier und Orchester
- Schauspielmusik zu Faustus von Christopher Marlowe
- Andante et Scherzo für Klarinette und Klavier
- Suite brève et disparate für Violoncello und Klavier
- Chant héroïque für Violoncello und Klavier
- Deux sonates und Trois sonatines für Violine und Klavier
- Trois sonatines für Klavier
- A la campagne für Klavier
- Trois marines für Klavier
- Trois danses anciennes für Klavier
- Chants arabes nach Franz Toussaint
- Les Saintes du Paradis, Liederzyklus nach Rémy de Gourmont
- Jeux et chansons à la mode de chez nous
- Cinq Repons pour les funérailles : Libera me, Domine, Subvenite, In paradisum, Credo quod Redemptor und Qui Lazarum.

| Personendaten    | Personendaten                             |
| ---------------- | ----------------------------------------- |
| NAME             | Déré, Jean                                |
| KURZBESCHREIBUNG | französischer Musikpädagoge und Komponist |
| GEBURTSDATUM     | 23. Juni 1886                             |
| GEBURTSORT       | Niort                                     |
| STERBEDATUM      | 6. Dezember 1970                          |
| STERBEORT        | Mayenne                                   |